# یاجنگ
یاجنگ (به لاتین: Jadzień) یک روستا در لهستان است که در گمینا کیرنوژا واقع شده‌است.